# Liste der badischen Gesandten in Österreich
Liste der badischen Gesandten in Österreich.

## Gesandte
1774: Aufnahme diplomatischer Beziehungen
- 1774–1788: Jakob Friedrich von Stockmayer (1736–1788), ab 1772 geheimer Legationsrat, ab 1776 Ministerresident
- 1789–1803: Christoph Christian von Mühl

...

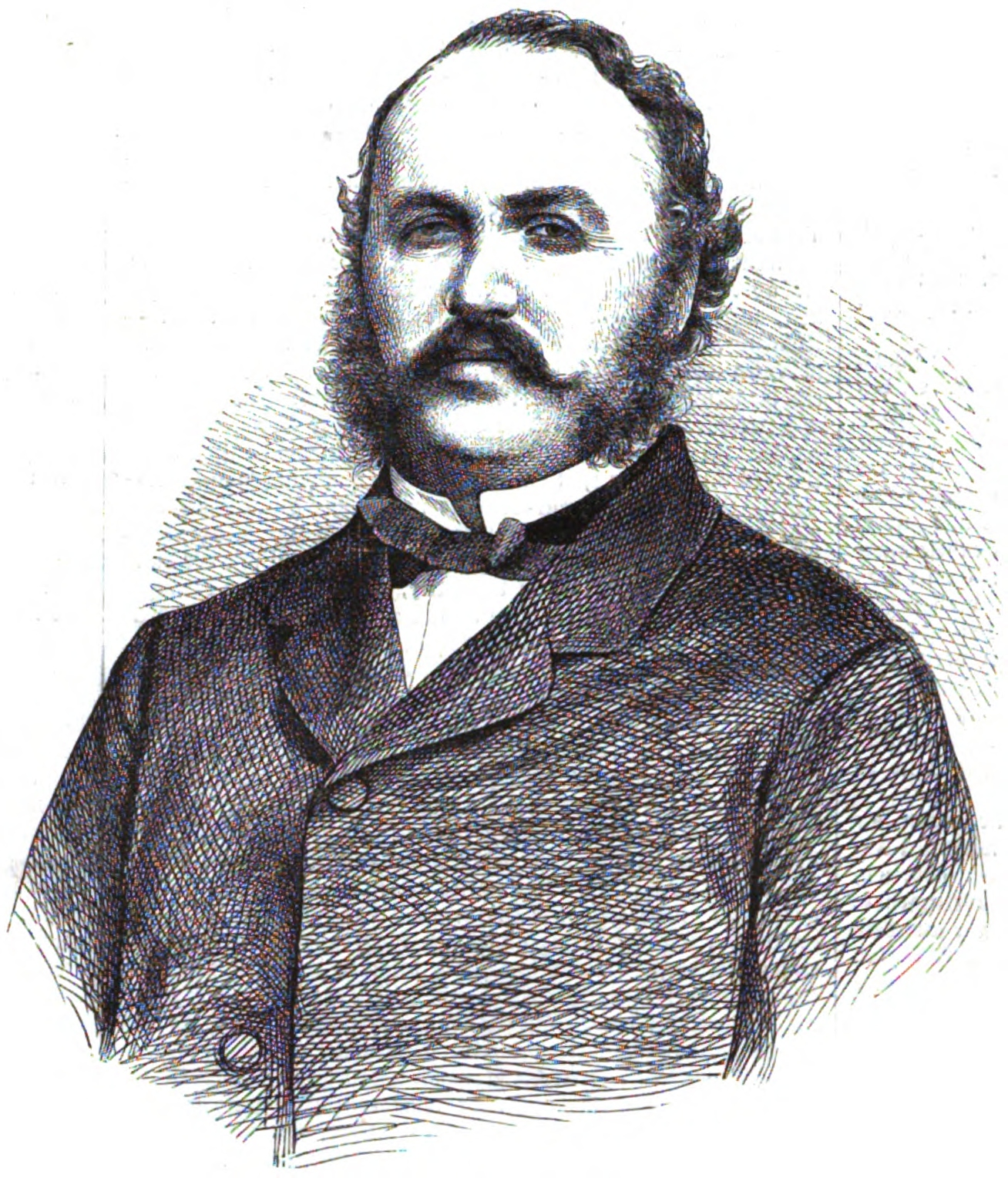
Ludwig von Edelsheim (1865)

- 1810–1815: Karl von Hacke (1750–1834)
- 1815–1815: Wilhelm Ludwig von Berstett (1769–1837)
- 1815–1818: Karl Friedrich Bouginé (1777–1836)
- 1818–1845: Friedrich Karl von Tettenborn (1778–1845)
- 1845–1856: Franz Xaver von Andlaw-Birseck (1799–1876)
- 1856–1861: Ludwig Rüdt von Collenberg-Bödigheim (1799–1885)
- 1861–1865: Ludwig von Edelsheim (1823–1872)
- 1865–1871: Pirmin von Mollenbeck (–1876)

1871: Auflösung der Gesandtschaft